# Marie Yvonne Laur
Marie Yvonne Laur, dite Yo Laur, née Yvonne Brunel le 22 juillet 1879 à Paris, et morte le 11 novembre 1944 à Ravensbrück, est une peintre française.

## Biographie
Laure Alice Yvonne Brunel est la fille d'Alfred Arthur Brunel, peintre, et de Louise Félicité Neuville.
Elle est élève de son père, puis de Gérôme et se spécialise dans la peinture animalière, principalement les chats. Elle expose au Salon à partir de 1900 et devient membre du Salon des artistes français en 1908.
En 1934, elle est agréée Peintre de l'Air.
Durant la Seconde Guerre mondiale, elle est arrêtée par la Gestapo le 24 juin 1944 à son domicile. Elle est internée à la prison de Fresnes puis au fort de Romainville. Déportée vers l'Allemagne par le convoi du 15 août 1944, elle meurt à l'âge de 65 ans au Revier du camp de concentration nazi de Ravensbrück.
Durant sa déportation elle réalise plusieurs dessins de l'univers concentrationnaire qui sont ramenés en France par Béatrix de Toulouse-Lautrec, codétenue et amie de Yo Laur.

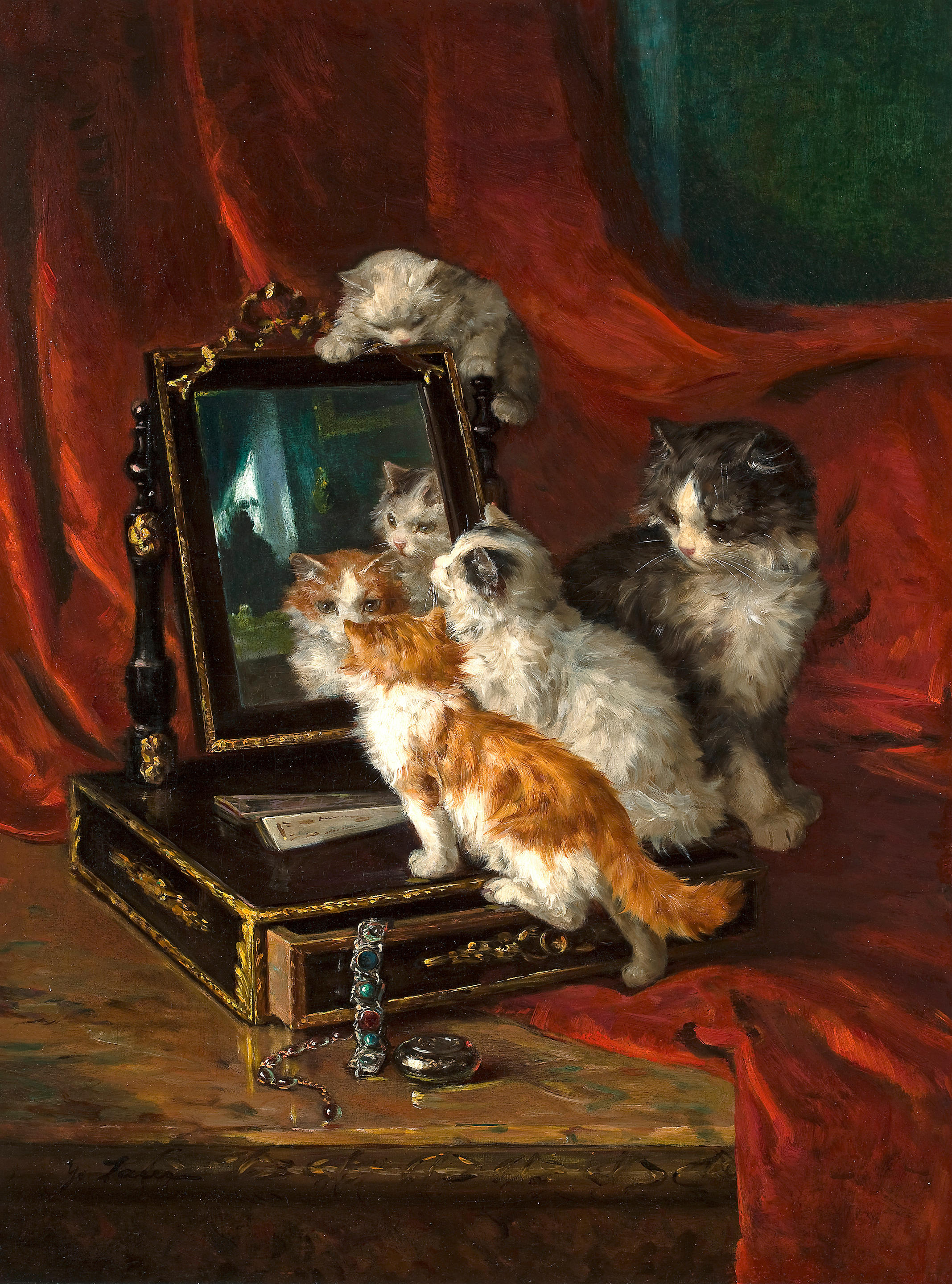
Chatons curieux
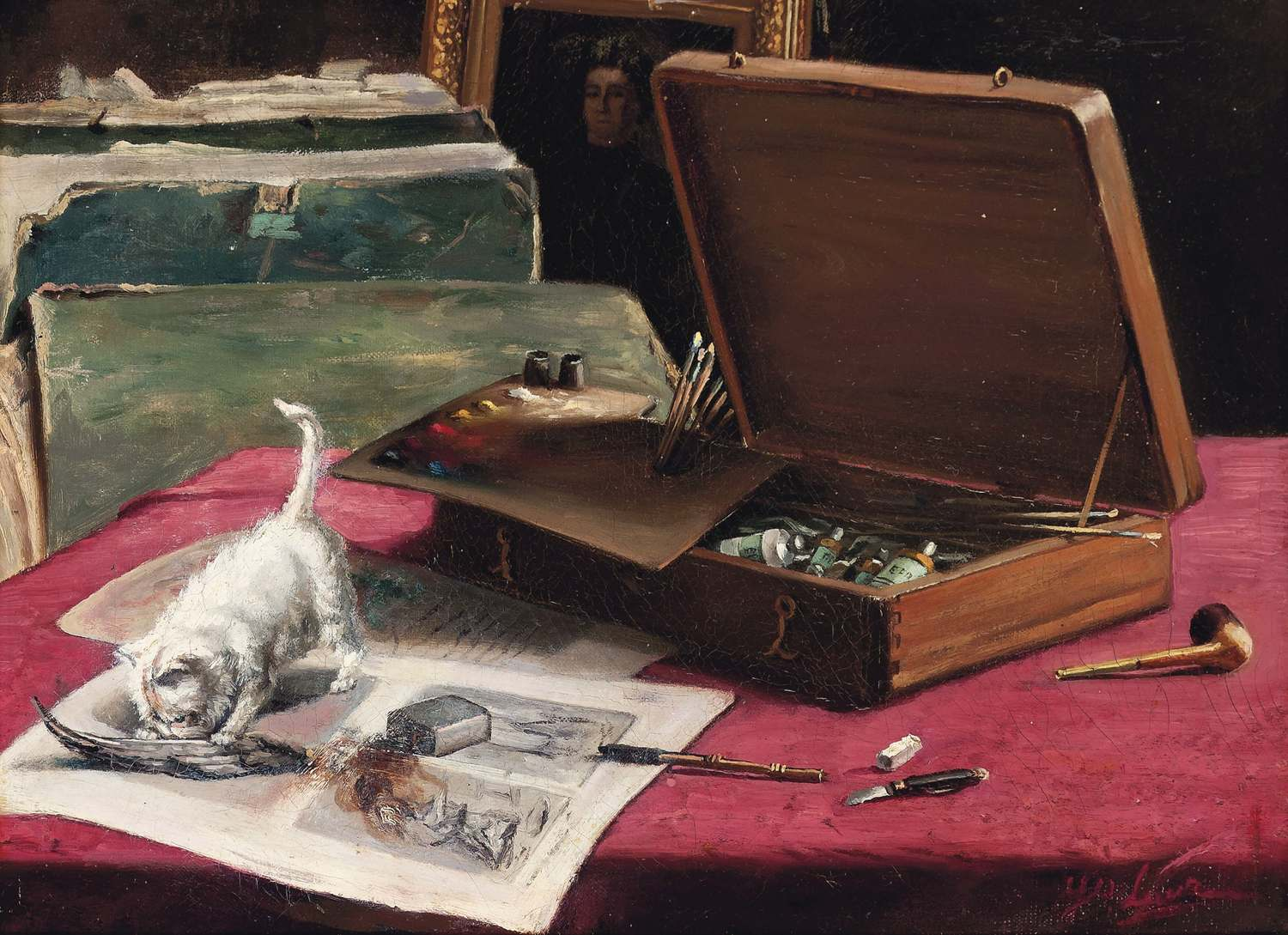
Méfait dans l'atelier de l'artiste
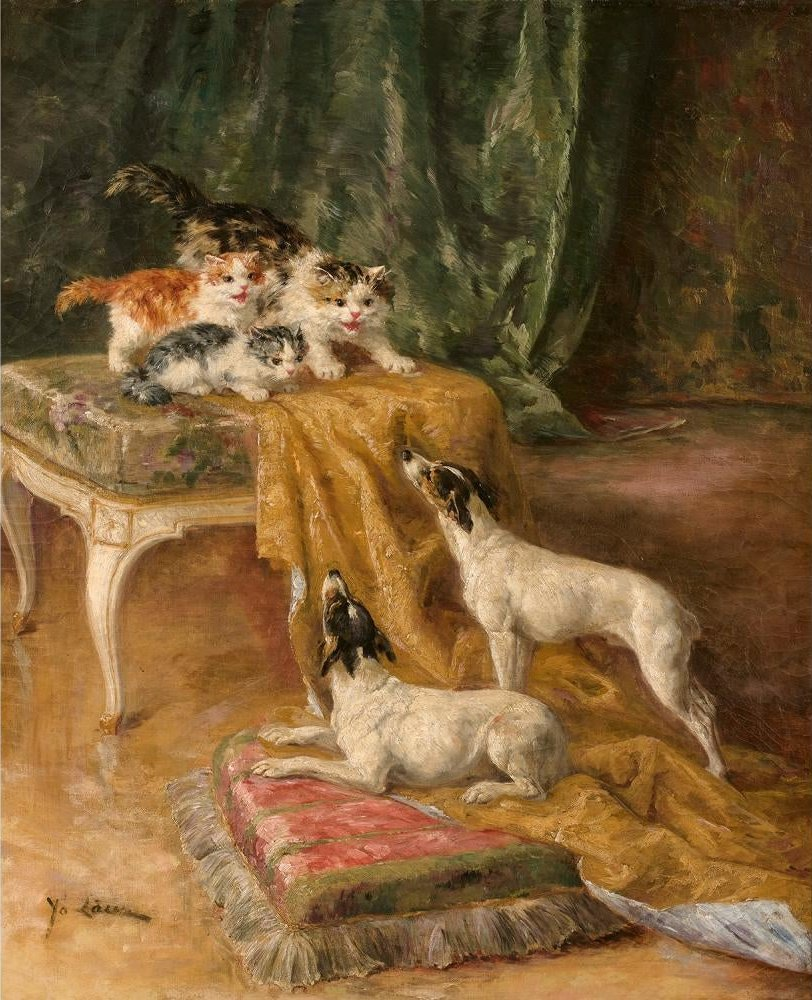
Chiens et chats

## Vie privée
Le 13 octobre 1913, elle épouse à Alger le journaliste et aviateur André Bellot.